# Hévié
Hévié är ett arrondissement i kommunen Abomey-Calavi i Benin. Den hade 13 450 invånare år 2002.